# Ипсвич (Масачусетс)
Ипсвич (енгл. Ipswich) насељено је место без административног статуса у америчкој савезној држави Масачусетс.

## Демографија
По попису из 2010. године број становника је 4.222, што је 61 (1,5%) становника више него 2000. године.
| Група             | 2000.         | 2010.         |
| Белци             | 4.005 (96,3%) | 3.954 (93,7%) |
| Афроамериканци    | 16 (0,4%)     | 20 (0,5%)     |
| Азијати           | 41 (1,0%)     | 57 (1,4%)     |
| Хиспаноамериканци | 46 (1,1%)     | 93 (2,2%)     |
| Укупно            | 4.161         | 4.222         |